# Emanuel Pastreich
Emanuel Pastreich (chiń.: 贝一明; kor.: 임마누엘 페스트라이쉬; jap.: エマニュエル・パストリッチ; ur. 16 października 1964 w Nashville) – badacz amerykański, aktywny głównie w Korei, profesor nadzwyczajnym na Uniwersytecie Kyung Hee oraz dyrektor The Asia Institute w Seulu. Jego publikacje dotyczą zarówno literatury klasycznej Azji Wschodniej, jak i bieżących problemów dotyczących takich dziedzin jak stosunki międzynarodowe i technologia.

## Życiorys
Uczęszczał do Lowell High School w San Francisco; szkołę tę ukończył w 1983. Pierwszy etap studiów odbył na Uniwersytecie Yale, gdzie otrzymał tytuł bakałarza z zakresu studiów sinologicznych w 1987, w tym czasie studiował także na Narodowym Uniwersytecie Tajwańskim. Następnie Pastreich uzyskał tytuł magisterski w dziedzinie literaturoznawstwa porównawczego na Uniwersytecie Tokijskim w 1991; napisana przez niego praca magisterska nosiła tytuł Edo kōkibunjin Tanomura Chikuden: Muyō no shiga (Literatus Tanomura Chikuden z późnego Edo; O bezużyteczności malarstwa i poezji) i została napisana po japońsku. Po powrocie do Stanów Zjednoczonych podjął naukę na Uniwersytecie Harvarda na Wydziale Studiów nad Azją Wschodnią, gdzie w 1998 otrzymał tytuł doktorski. Wykładał jako profesor na Uniwersytecie Illinois w Urbanie i Champaign, George Washington University oraz Solbridge International School of Business. Potem został profesorem na Wydziale Studiów Międzynarodowych na Kyung Hee University w Korei Południowej.

## Służba publiczna
Był doradcą gubernatora prowincji Chungcheong Południowy (Korea Południowa) w zakresie stosunków międzynarodowych oraz doradcą ds. stosunków zewnętrznych w centrum badań naukowych Daedeok Innopolis, a także dwukrotnie, w 2010 oraz 2012, został nominowany na doradcę ds. administracji oraz inwestycji zagranicznych w zarządzie miasta Daejeon.

## Osiągnięcia
Pastreich jest dyrektorem Instytutu Azji, organizacji typu think tank zajmującej się badaniami łączącymi takie dziedziny jak stosunki międzynarodowe, ochrona środowiska oraz technologia w Azji Wschodniej. Poprzednio Pastreich był doradcą gubernatora Prowincji Chungnam ds. stosunków międzynarodowych oraz inwestycji zagranicznych (2007–2008), a jeszcze wcześniej dyrektorem KORUS House (2005-2007), będącej organizacją typu think tank ds. stosunków międzynarodowych i mającej siedzibę w Ambasadzie Republiki Korei w Waszyngtonie, a także redaktorem naczelnym Dynamic Korea, czasopisma publikowanego przez Koreańskie Ministerstwo Spraw Zagranicznych, promującego kulturę i społeczeństwo koreańskie.
Jego publikacje to m.in. zbiór powieści znanego pisarza koreańskiego z czasów przed-współczesnych, The Novels of Park Jiwon: Translations of Overlooked World (Powieści Park Jiwon: Tłumaczenia ze Świata Przeoczonego); studium dotyczące recepcji chińskiej literatury wernakularnej w Japonii, The Visible Vernacular: Vernacular Chinese and the Emergence of a Literary Discourse on Popular Narrative in Edo Japan (Chiński wernakularny i początki dyskursu nad literaturą narracyjną w Japonii czasów Edo); zbiór relacji dotyczących jego osobistych doświadczeń w Korei Life is a Matter of Direction, not Speed: A Robinson Crusoe in Korea (Życie to kwestia kierunku, nie prędkości. Robinson Crusoe w Korei) oraz Scholars of the World Speak out About Korea’s Future (Uczeni na świecie na temat przyszłości Korei), cykl wywiadów z wiodącymi badaczami z całego świata, takimi jak Francis Fukuyama, Larry Wilkerson oraz Noam Chomsky na temat współczesnej Korei.

### Publikacje
- The Novels of Park Jiwon: Translations of Overlooked Worlds (2011). Seoul: Seoul National University Press. ISBN 89-521-1176-1.
- The Visible Mundane: Vernacular Chinese and the Emergence of a Literary Discourse on Popular Narrative in Edo Japan (2011). Seoul: Seoul National University Press. ISBN 89-521-1177-X.
- Insaeng eun sokudo anira banghyang ida: Habodeu baksa eui hanguk pyoryugi (Life is a Matter of Direction, Not of Speed: Records of a Robinson Crusoe in Korea) (2011). London: Nomad Books. ISBN 978-89-91794-56-6.
- Segye seokhak hanguk mirae reul mal hada (Scholars of the World Speak Out About Korea’s Future) (2012). Seoul: Dasan Books. ISBN 978-89-6370-072.
- Han’gukin man moreu neun dareun daehan min’guk (A Different Republic of Korea – About Which Only Koreans are Ignorant) (2013). Seoul: 21 Segi Books. ISBN 978-89-509-5108-5.